# Ctenusa seriopuncta
Ctenusa seriopuncta là một loài bướm đêm trong họ Noctuidae.